# Schacholympiade 1980

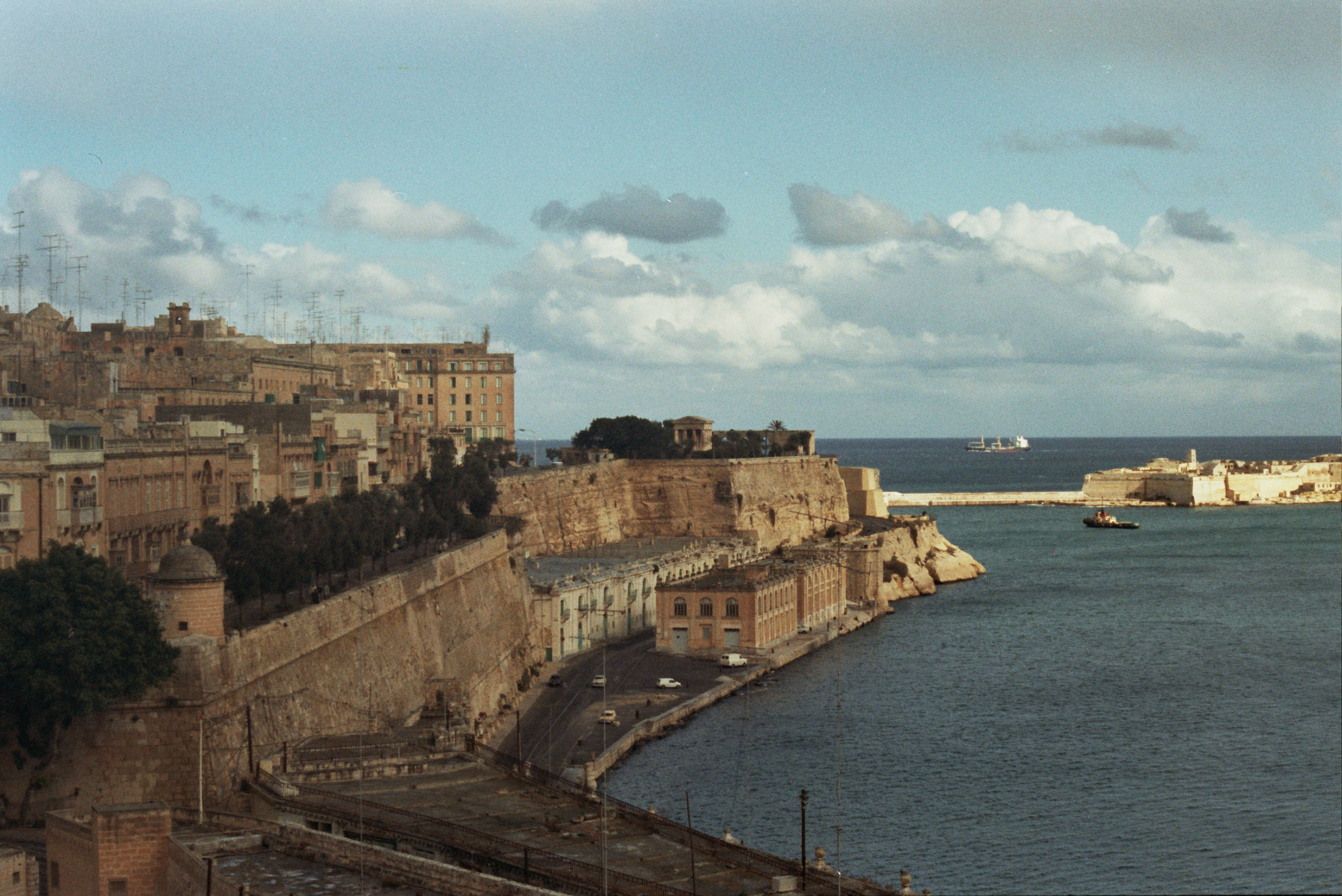
Valletta auf Malta zur Zeit der Schacholympiade 1980

Die 24. Schacholympiade 1980 war ein Schach-Mannschaftsturnier, das vom 20. November bis 6. Dezember 1980 in Valletta auf Malta ausgetragen wurde. Es waren die 24. Olympiade der Männer und die 9. Schacholympiade der Frauen.
Austragungsort war das Mediterranean Conference Center.

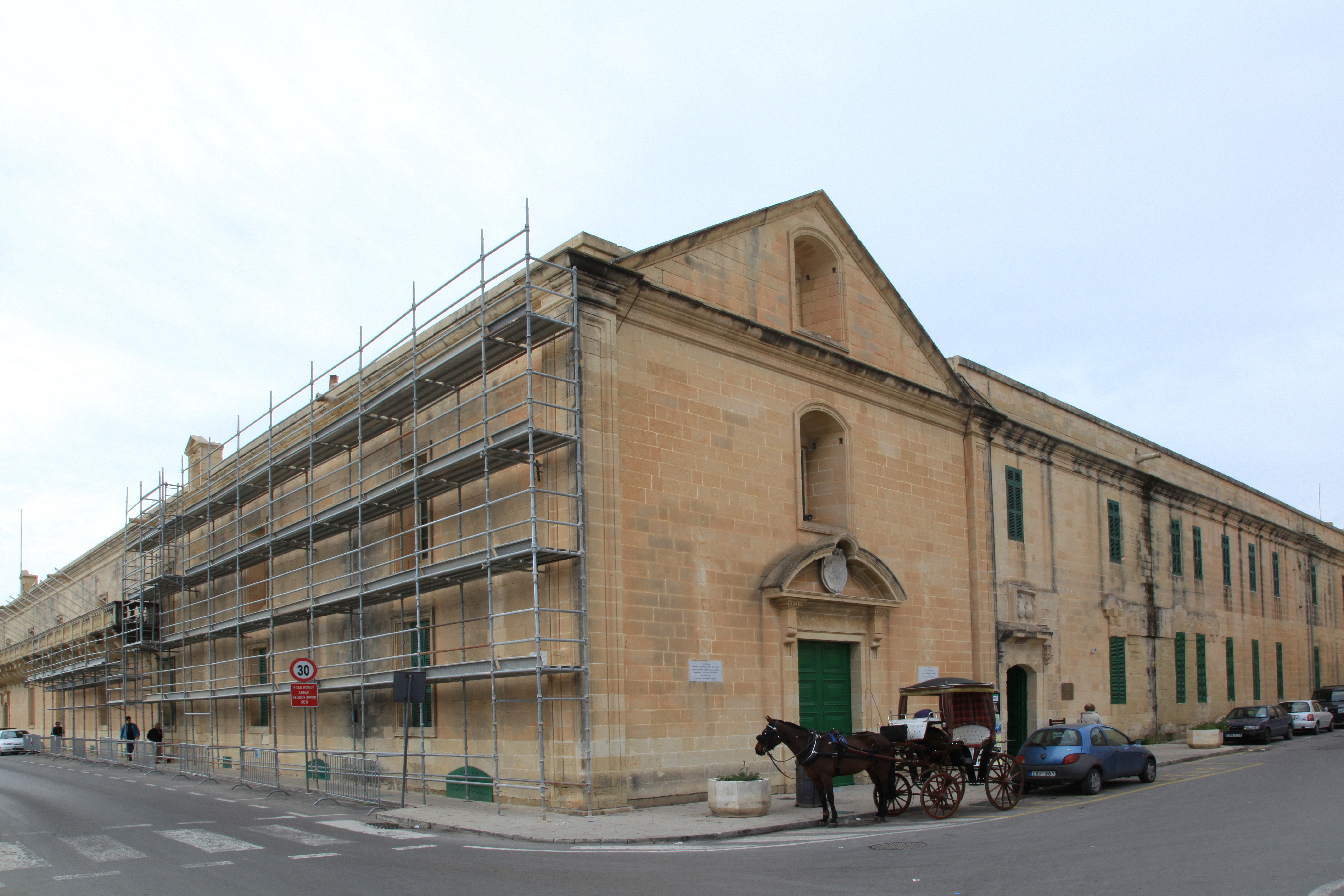
Austragungsort (Abbildung während einer späteren Renovierung)

## Endstand der Männerteams

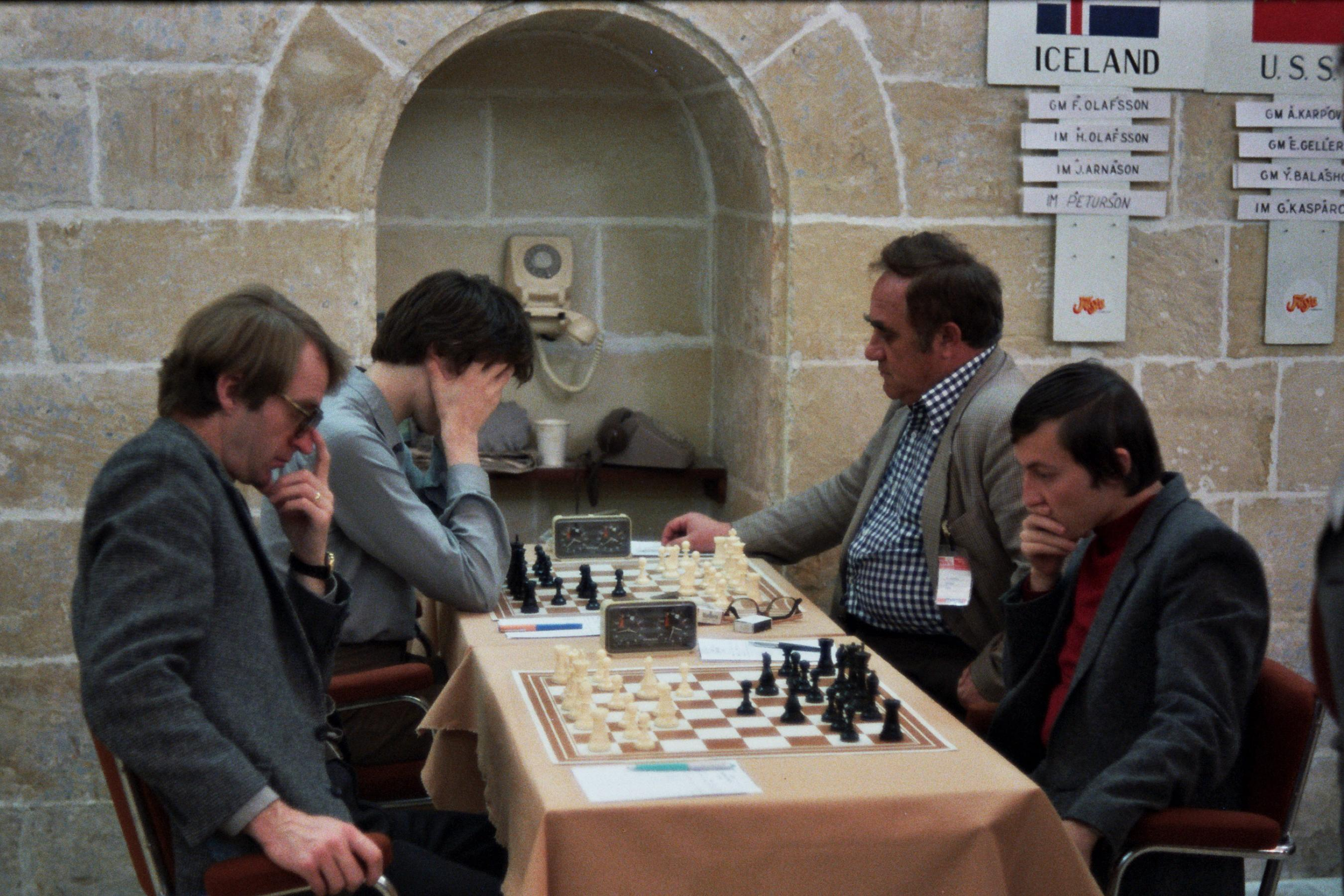
UdSSR – Olympiasieger der Männer (Efim Geller, Anatoli Karpow) und links FIDE-Präsident Friðrik Ólafsson, Schacholympiade 1980

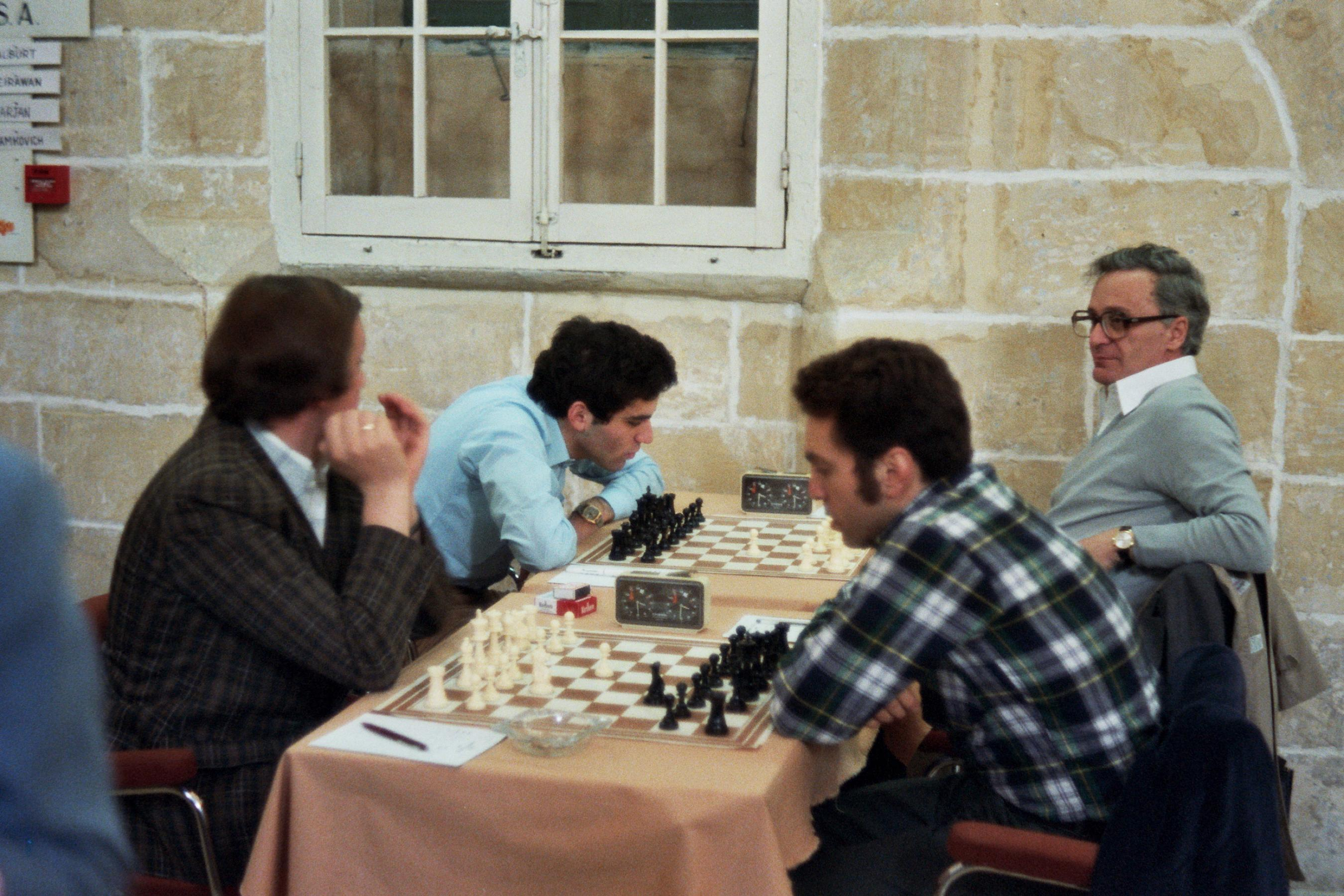
UdSSR – Olympiasieger der Männer (Sowjetunion – USA, Brett 3 und 4: Juri Balaschow – James Tarjan, Garri Kasparow – Leonid Schamkowitsch), Schacholympiade 1980

Die Olympiade nahm einen sehr spannenden Verlauf. Favorisiert war die Sowjetunion, mit Weltmeister Anatoli Karpow am Spitzenbrett, dem Ex-Weltmeister Michail Tal und dem späteren Weltmeister Garri Kasparow, der sein Debüt bei der Schacholympiade gab. Trotzdem konnte die Mannschaft erst nach der 12. Runde zu den bis dahin nach Brettpunkten führenden Ungarn aufschließen. Die letzten beiden Runden änderten nichts am Gleichstand, da beide Teams jeweils mit dem gleichen Ergebnis gewannen. Der Turniersieg hing daher vom Ergebnis des Wettkampfes Griechenland gegen Schottland in der letzten Runde ab. Griechenland musste mindestens 3:1 gewinnen, damit die Sowjetunion die bessere Feinwertung aufweisen würde. Nach wechselvollem Verlauf endete das Match sogar 3,5:0,5 zugunsten der Griechen, die bei der Analyse der Hängepartien Hilfe von Kasparow erhielten.
Fünf afrikanische Länder waren bei dieser Schacholympiade erstmals vertreten: Angola, Ägypten, Nigeria, Kenia und Uganda.

### Rangliste

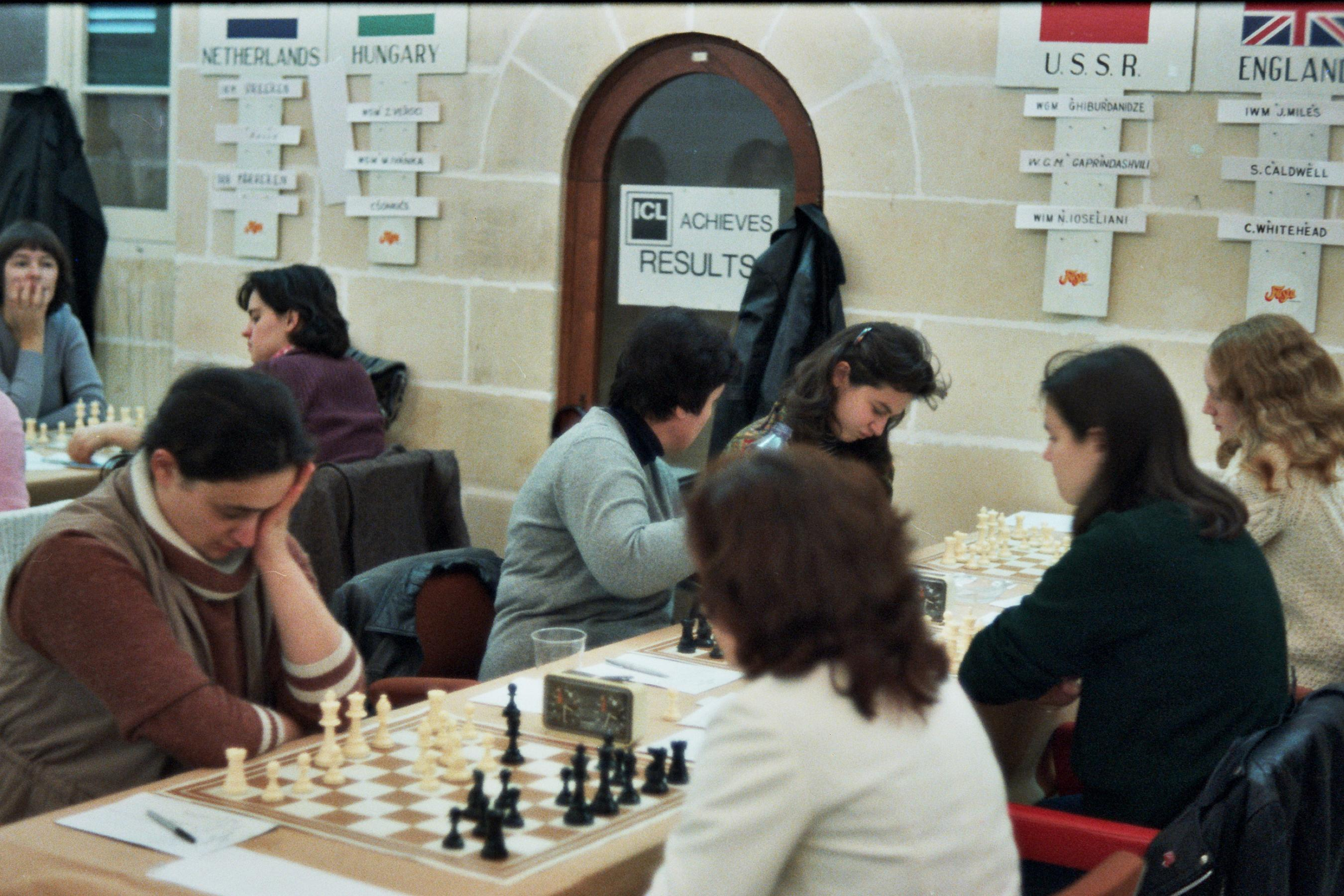
UdSSR – Olympiasieger der Frauen (Maia Tschiburdanidse, Nona Gaprindaschwili, Nana Iosseliani), Schacholympiade 1980

| #  | Mannschaft         | Punkte |
| -- | ------------------ | ------ |
| 1  | Sowjetunion        | 39     |
| 2  | Ungarn             | 39     |
| 3  | Jugoslawien        | 35     |
| 4  | Vereinigte Staaten | 34     |
| 5  | Tschechoslowakei   | 33     |
| 6  | England            | 32.5   |
| 7  | Polen              | 32.5   |
| 8  | Israel             | 32     |
| 9  | Kanada             | 32     |
| 10 | Niederlande        | 31.5   |
|    |                    |        |
| 21 | Österreich         | 30.5   |
|    |                    |        |
| 25 | BR Deutschland     | 30     |
|    |                    |        |
| 31 | Schweiz            | 29.5   |
|    |                    |        |
| 40 | Belgien            | 28.5   |
|    |                    |        |
| 54 | Luxemburg          | 26.5   |
Insgesamt 81 Mannschaften

### Medaillen der Männer

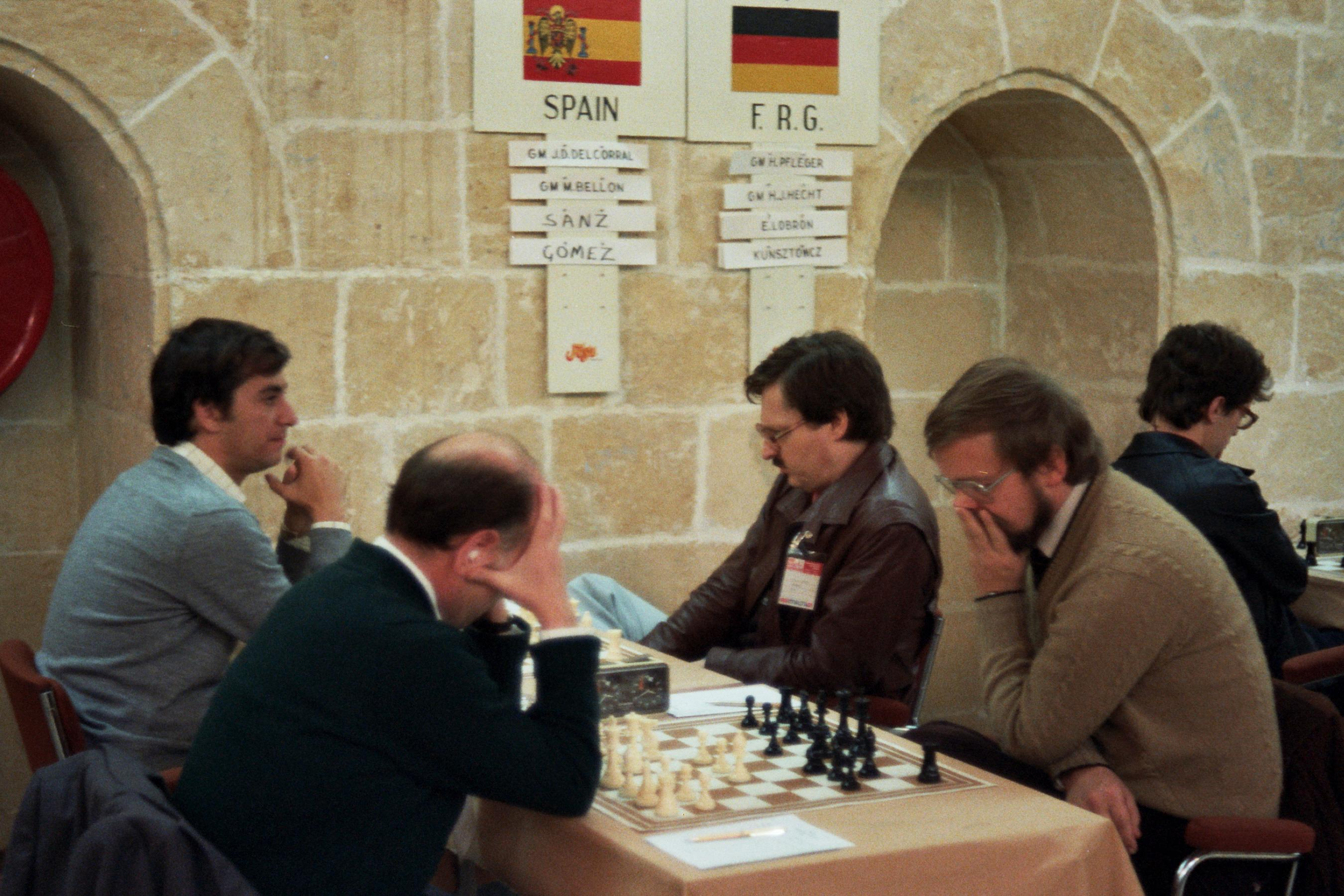
Deutsche Männer (Hans-Joachim Hecht, Helmut Pfleger), Schacholympiade 1980

Brett 1
Gold: Hook, William
Silber: Kanani, Saifudin
Bronze: Torre, Eugenio
Brett 2
Gold: Rantanen, Yrjö
Silber: Seirawan, Yasser
Bronze: Harris, Derek
Brett 3
Gold: Villarreal, José Félix
Silber: Kuligowski, Adam
Bronze: Khan, Mohamed Rafiq
Brett 4
Gold: Csom, István
Silber: Geller, Efim; Schüssler, Harry; Langeweg, Christian; Goormachtigh, Johan.
Reservebrett 1
Gold: Balaschow, Juri
Silber: Tiller, Bjørn
Bronze: Øst-Hansen, Jacob
Reservebrett 2
Gold: Nikolić, Predrag
Silber: Borg, Andrew
Bronze: Kasparow, Garri

### Ergebnisse der Deutschen
Für Deutschland spielten Helmut Pfleger (5 Punkte aus 11 Partien), Hans-Joachim Hecht (9 aus 13), Otto Borik (5 aus 10), Eric Lobron (5 aus 10), Manfred Hermann (3 aus 6) und Uwe Kunsztowicz (3 aus 6).
Zu den Mannschafts- und Einzelergebnissen der Deutschen siehe OlimpBase.

## Endstand der Frauenteams

### Rangliste
| #  | Mannschaft          | Punkte |
| -- | ------------------- | ------ |
| 1  | Sowjetunion         | 32.5   |
| 2  | Ungarn              | 32     |
| 3  | Polen               | 26.5   |
| 4  | Rumänien            | 26.0   |
| 5  | BR Deutschland      | 24     |
| 6  | Volksrepublik China | 24     |
| 7  | Israel              | 23.5   |
| 8  | Jugoslawien         | 23.5   |
| 9  | Bulgarien           | 23     |
| 10 | Brasilien           | 23     |
|    |                     |        |
| 31 | Schweiz             | 20     |
|    |                     |        |
| 33 | Österreich          | 19.5   |
|    |                     |        |
| 37 | Belgien             | 19     |
Insgesamt 42 Mannschaften

### Medaillen der Frauen

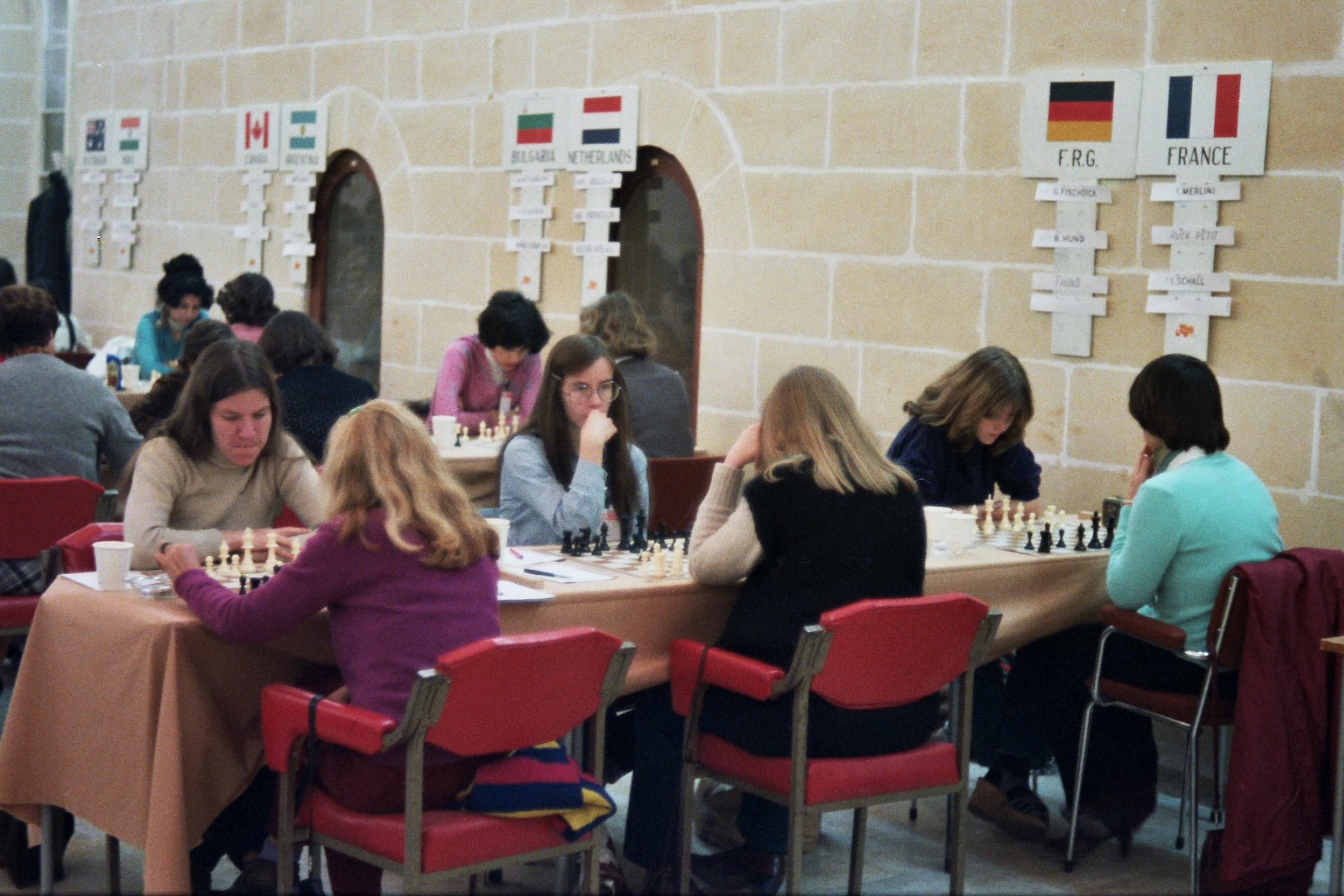
Deutsche Frauen (Gisela Fischdick, Barbara Hund, Isabel Hund), Schacholympiade 1980

Brett 1
Gold: Chiburdanidze, Maia
Silber: Verőci-Petronic, Zsuzsa
Bronze: Erenksa-Radzewska, Hanna
Brett 2
Gold: Gaprindashvili, Nona
Silber: Ivánka, Mária
Bronze: Hund, Barbara
Brett 3
Gold: Nutu, Daniela
Silber: Porubszky-Angyalosine, Mária
Bronze: Štadler, Tereza
Reservebrett
Gold: Iosseliani, Nana
Silber: Brustman, Agnieszka
Bronze: Nudelman, Lea

### Ergebnisse der Deutschen
Für Deutschland spielten Gisela Fischdick (7,5 Punkte aus 14 Partien), Barbara Hund (9,0 aus 13, Bronzemedaille), Anni Laakmann (5,5 aus 9) und Isabel Hund (2,0 aus 6).
Zu den Mannschafts- und Einzelergebnissen der Deutschen siehe OlimpBase.

## Bilder und Weblinks
- Schacholympiade 1980 auf olimpbase (englisch)
- Schacholympiade der Frauen 1980 auf olimpbase.org (englisch)

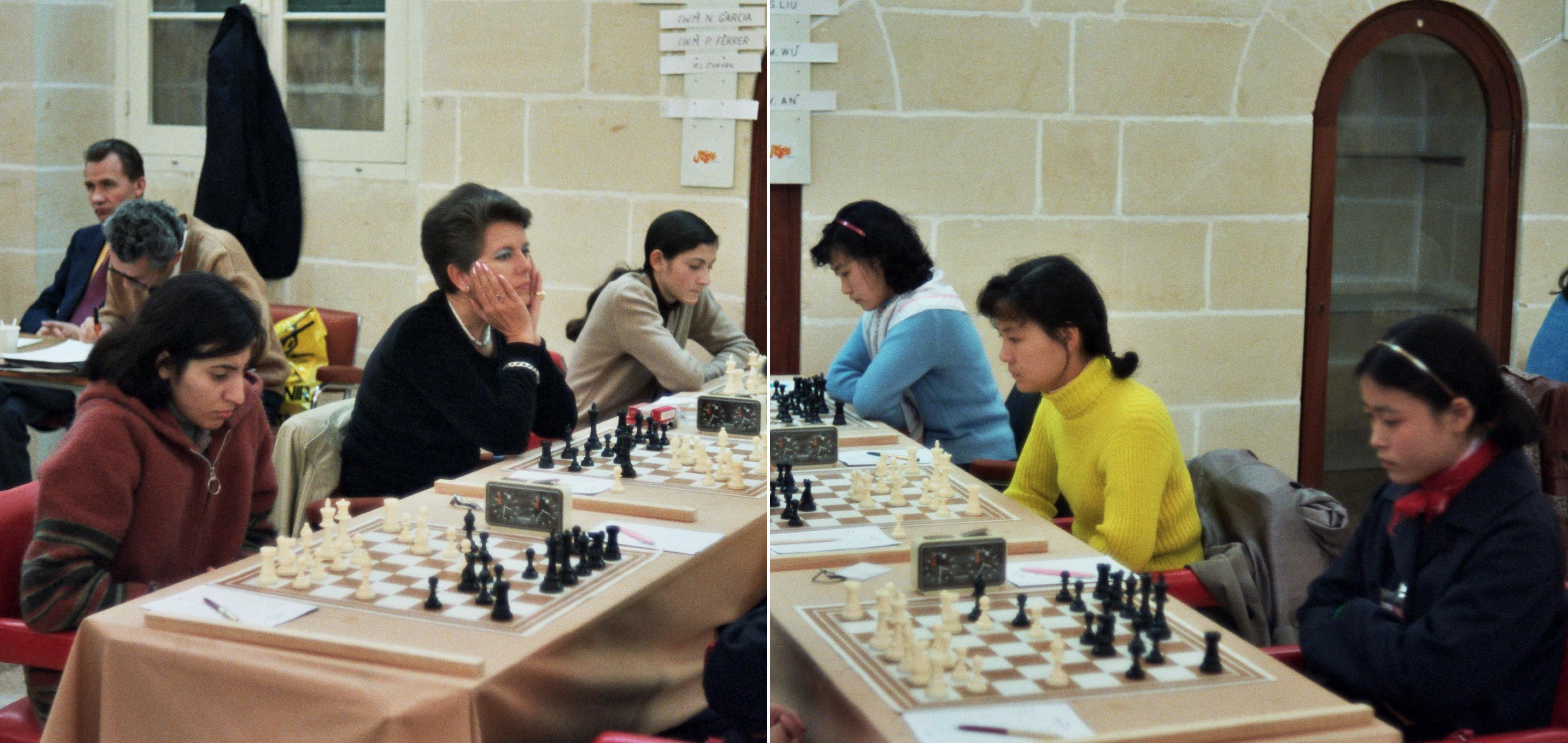
Match Spanien – China: García Vicente, Nieves – Liu Shilan; Ferrer Lucas, Pepita – Wu Mingqian; Cuevas Rodríguez, María Luisa – An Yangfeng. Schacholympiade 1980 (2 Fotos integriert)